# St.-Nicolai-Kirche (Westerode)

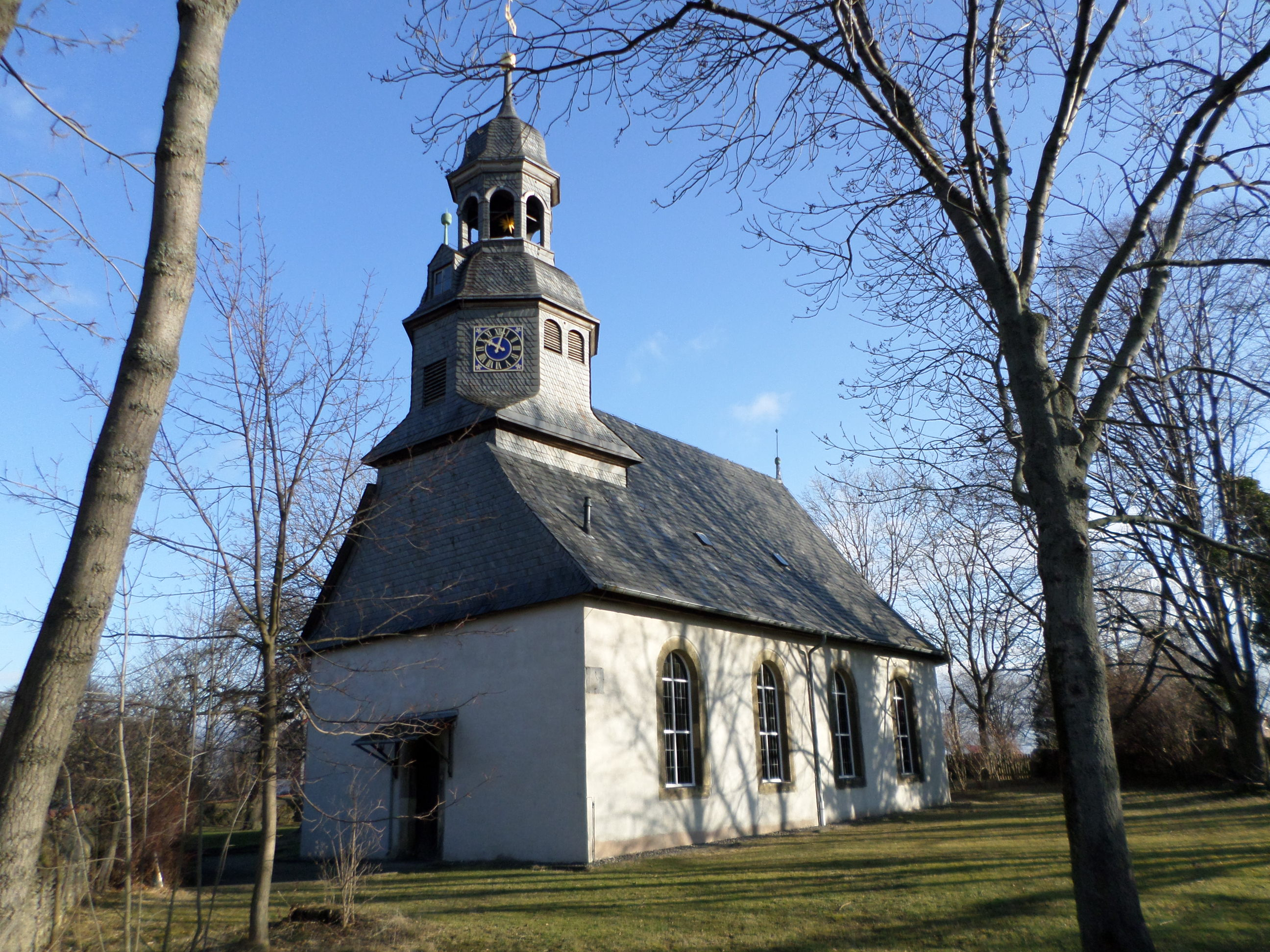
St.-Nicolai-Kirche Westerode

Die evangelische St.-Nikolai-Kirche in Westerode, einem Ortsteil von Bad Harzburg, steht an der Kirchstraße. 1612 wurde die jetzige Kirche erbaut. Sie steht unter Denkmalschutz.

## Geschichte
„1440“ ist die Jahreszahl der kleinen Glocke, die im heutigen Kirchturm hängt. Sie stammt aus der alten Kapelle von Westerode, die sich in der Mitte des Dorfes am Ostufer des Maschbaches befand, auf dem heutigen Grundstück Krugstraße 12. Diese Kapelle wurde im Dreißigjährigen Krieg eingeäschert. 80 Prozent der Bevölkerung war in den Kriegswirren zugrunde gegangen. Erst die Anordnung von Herzog August dem Jüngeren von Braunschweig, dass diejenigen, die sich im Amte Harzburg niederließen, auf drei Jahre von allen Belastungen befreit seien, führte dazu, dass bald keine Hofstelle mehr unbewohnt war.
Eine neue Kirche wurde erforderlich, nachdem die alte Kapelle den Platzbedürfnissen nicht mehr genügte. Der Bau wurde durch Herzog Heinrich Julius ermöglicht. Dies bezeugt eine hölzerne Gedenktafel, die das braunschweigische Wappen in farbiger Ausführung trägt, dazu die Inschrift: „Hohestum pro patria 1612. [Ehre dem Vaterland 1612] Der Hochehrwürdige, durchlauchtige, hochgeborene Fürste und Herr Heinrich Julius (reg. 1589–1613) postulierter Bischof zu Halberstadt und Herzog zu Braunschweig und Lüneburg, hat aus Gnaden zu diesem Kirchengebäude 600 Gulden an Holz und Blei verehret. Gott der allmächtige verleihe I.F.G und derselben Nachkommen Friede und ewige Seligkeit. Anno 1612.“ 
Weitere Dokumente sind nicht vorhanden, da die Kirchenbücher von Westerode 1641 in Flammen aufgingen. Im Jahr 1734 verbrannten auch die danach neu angelegten Kirchenbücher von Westerode in der Pfarre von Bettingerode.
Nach der Zerstörung im Dreißigjährigen Krieg wurde die Kirche 1657 wieder aufgebaut. Im Jahr 1702 ließ der Amtmann zur Harzburg, Andreas Caspar von Uslar, um die Kirche die heute noch bestehende Mauer aus Sandstein bauen.
Die Mutterkirche der Westeroder Kirche ist die Pfarrkirche zu Bettingerode.

## Baubeschreibung
Die barocke Saalkirche ist mit einem Satteldach bedeckt. Aus ihm ragt auf der Westseite ein achteckiger Dachturm heraus. Die Turmuhr hat an vier Seiten des Schaftes Zifferblätter. Hinter den Klangarkaden befindet sich die große Glocke, die auf c" abgestimmt ist. Darüber befindet sich eine Glockenhaube mit einer Laterne, in letzterer hängt die kleine Glocke, die in g" klingt. Gekrönt wird der Turm durch die Wetterfahne mit der Jahreszahl 1773.

## Ausstattung
Ende der 1960er Jahre wurde der Innenraum modernisiert. Im halbrunden Chor steht ein schlichter Altar aus Stein. Über dem Altar thront ein Kruzifix, das aus der alten Einrichtung erhalten geblieben ist. Die harten Kirchenbänke wurden durch bequeme Stühle ersetzt.

## Orgel
Auf der Empore über dem Eingangsbereich steht die 1843 von Johann Andreas Engelhardt geschaffene Orgel. Die Windladen sind als Schleifladen und die Trakturen mechanisch ausgeführt. Sie verfügt über zehn Register mit insgesamt 534 Pfeifen, verteilt auf einem Manual und Pedal und hat folgende Disposition:
| Manual C–d3 |                |     |
| 1.          | Principal      | 08′ |
| 2.          | Doppelflöte    | 08′ |
| 3.          | Viola di Gamba | 08′ |
| 4.          | Principal      | 04′ |
| 5.          | Oktave         | 02′ |
| 6.          | Mixtur III     | 01′ |
| 7.          | Trompete       | 08′ |

| Pedal C–c1 |         |     |
| 08.        | Subbass | 16′ |
| 09.        | Violon  | 08′ |
| 10.        | Oktave  | 04′ |

Im Laufe ihrer Geschichte erfuhr die Orgel wiederholt verändernde Eingriffe, blieb aber fast vollständig erhalten. Sie soll 2018 im mechanischen, gestalterischen und klanglichen Bereich original restauriert werden.